# Amathay-Vésigneux
Amathay-Vésigneux là một xã của tỉnh Doubs, thuộc vùng Bourgogne-Franche-Comté, miền đông nước Pháp.